# Johannes Braig

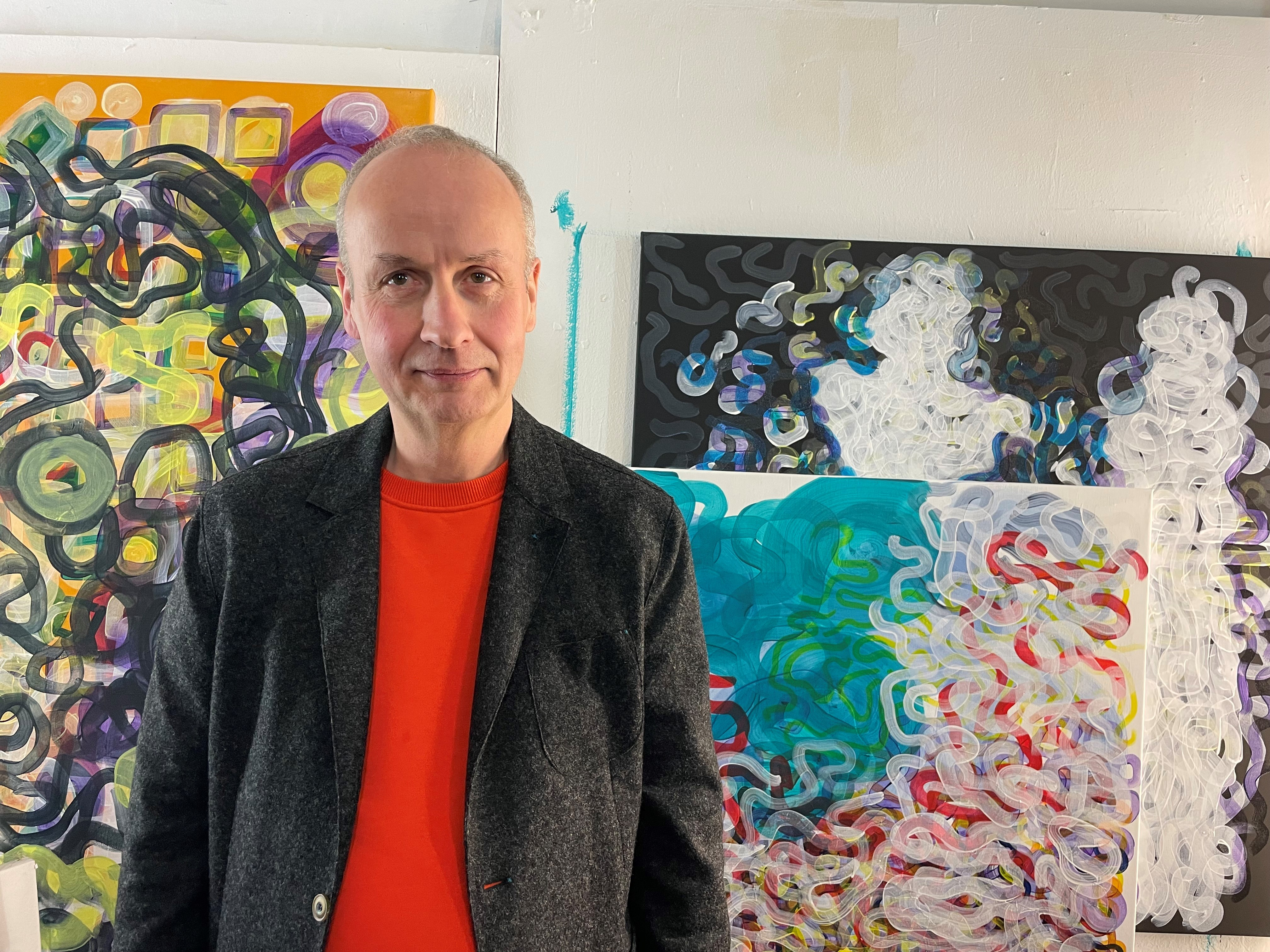
Der Künstler in seinem Atelier 2022

Johannes Braig (* 1967 in Ehingen) ist ein deutscher Künstler der figurativen Malerei.

## Leben
Johannes Braig wuchs in Ravensburg auf und besuchte ab 1977 das humanistische Spohn-Gymnasium, das sein Vater Franz Braig von 1971 bis 1990 leitete. Er studierte an der Hochschule der Künste Berlin von 1990 bis 1997 bei Leiko Ikemura und wurde dort zum Meisterschüler ernannt. Zwischendurch verbrachte er im Jahr 1994 während seines Erasmus-Stipendiums ein Semester an der École nationale supérieure des beaux-arts de Paris bei Annette Messager. Werke von Johannes Braig wurden  in  Kunstvereinen und Galerien gezeigt. Er lebt und arbeitet in Stuttgart und Ravensburg.

## Werk
In seinen künstlerischen Anfängen beschäftigte sich Johannes Braig mit Konstruktivismus und Suprematismus. Wie sein Vorbild Kasimir Sewerinowitsch Malewitsch kehrte er zur figurativen Malerei zurück, setzte mit starker Reduktion und Spruchbildern neue Akzente. In seinen jüngsten Arbeiten bewegt er sich im Spannungsverhältnis von Figuration und Abstraktion; er arbeitet u. a. mit den Sujets Aliens, Gesichter und Reclination nach Henry Moore.

## Ausstellungen

### Einzelausstellungen (Auswahl)
- 1998: „Objekt – Malerei – Zeichnung“, Kreissparkasse Ravensburg
- 2002: Malerei und Zeichnung, Galerie PRODROMUS, Paris
- 2008: „Trostspendende Sonntagsveranstaltung“, Kunstverein Ludwigsburg
- 2009: „Will uns der Künstler etwas sagen?“ Kunstverein Justitia, Ravensburg
- 2012: „Sind Künstler Sinngeneratoren?“ Oberwelt e. V., Stuttgart[5]
- 2016: „Linienspiel“, Mitteldeutscher Rundfunk, Leipzig
- 2017: „Auf zwei Planeten“, Salon des Beaux Arts, Stuttgart
- 2019: „reclining“, Alte Kirche Mochenwangen[6]

### Gruppenausstellungen (Auswahl)
- 2011: „Hillich, Braig, Zhu, Malerei und Zeichnungen“, Galerie PRODROMUS, Paris[7]
- 2013: „Das Anlitz!“ Württembergischer Kunstverein, Stuttgart
- 2015: „Form & Spiel“, Stadtgalerie Sundern (mit Dorothee Schraube-Löffler)
- 2018: „Porträt: Spiegel der Seele, Spiegel der Zeit“, 1. Südwestdeutscher Kunstpreis, Kreissparkasse Esslingen